# Gertrudiskapelle (Ettal)

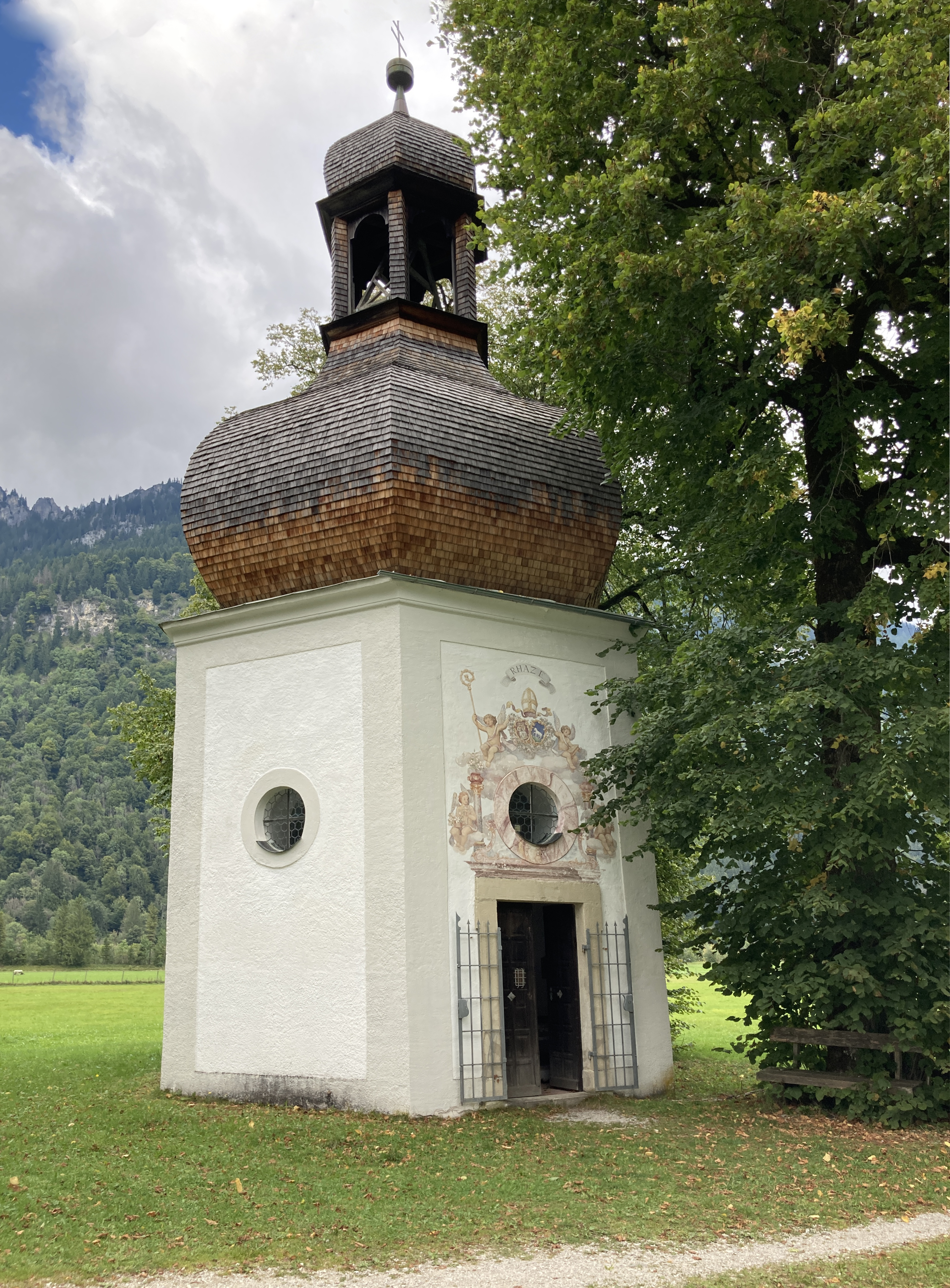
Die Gertrudiskapelle beim Weiler Dickelschwaig im Graswangtal

Die römisch-katholische Gertrudiskapelle beim Weiler und Forsthaus Dickelschwaig wurde 1694 von den Mönchen des Ettaler Klosters erbaut. Sie liegt etwa 5 Kilometer westlich von Ettal und etwa 500 Meter südöstlich von Graswang im Graswangtal südlich der Linder und der Staatsstraße 2060 am nördlichen Fuß des Kieneckspitz auf einer Höhe von 867 m ü. NHN.
Die Gertrudiskapelle steht unter Denkmalschutz und ist unter dem Aktenzeichen D-1-80-115-11 in der Denkmalliste des Bayerischen Landesamtes für Denkmalpflege erfasst.

## Architektur und Ausstattung

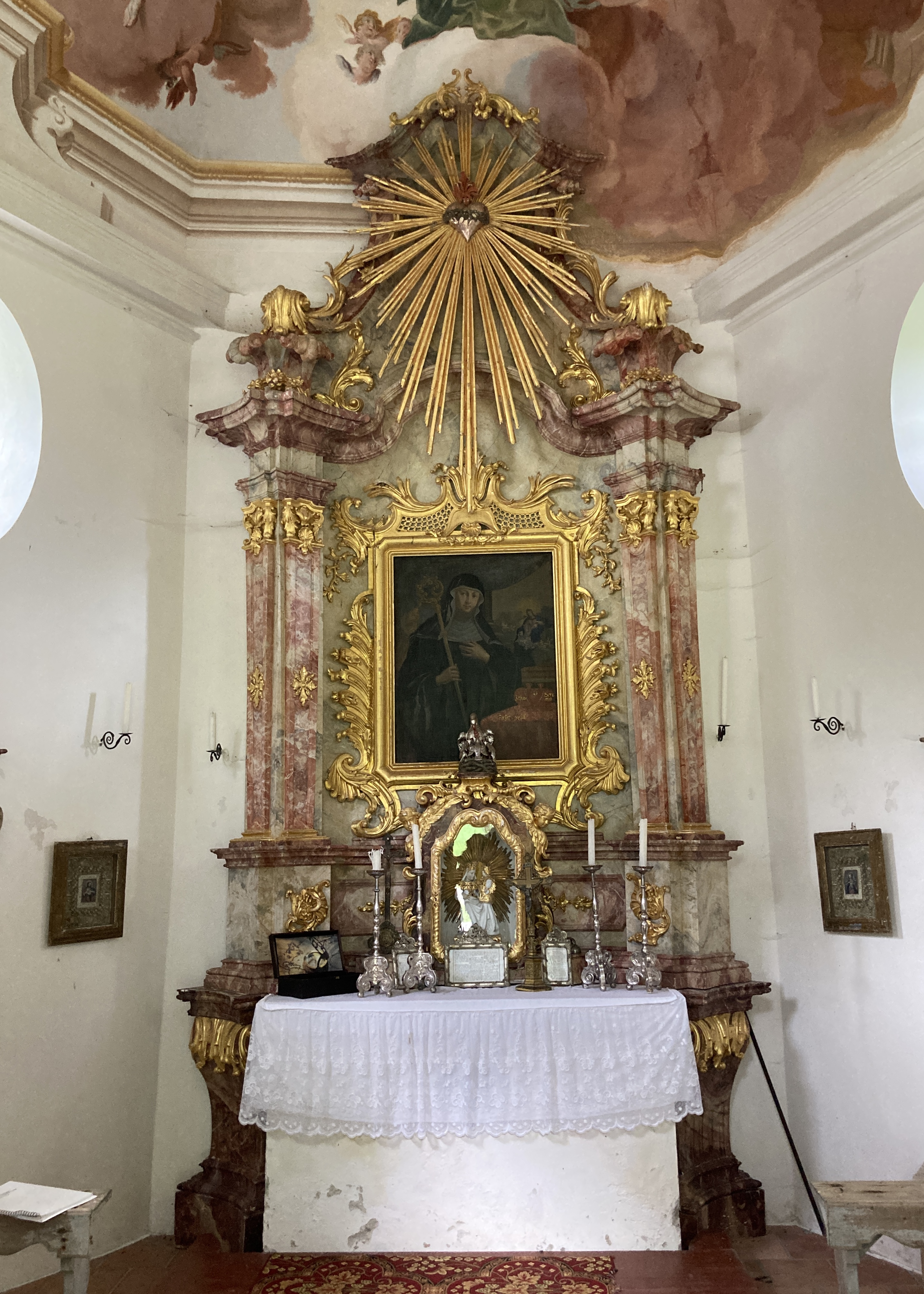
Altar in der Gertrudiskapelle

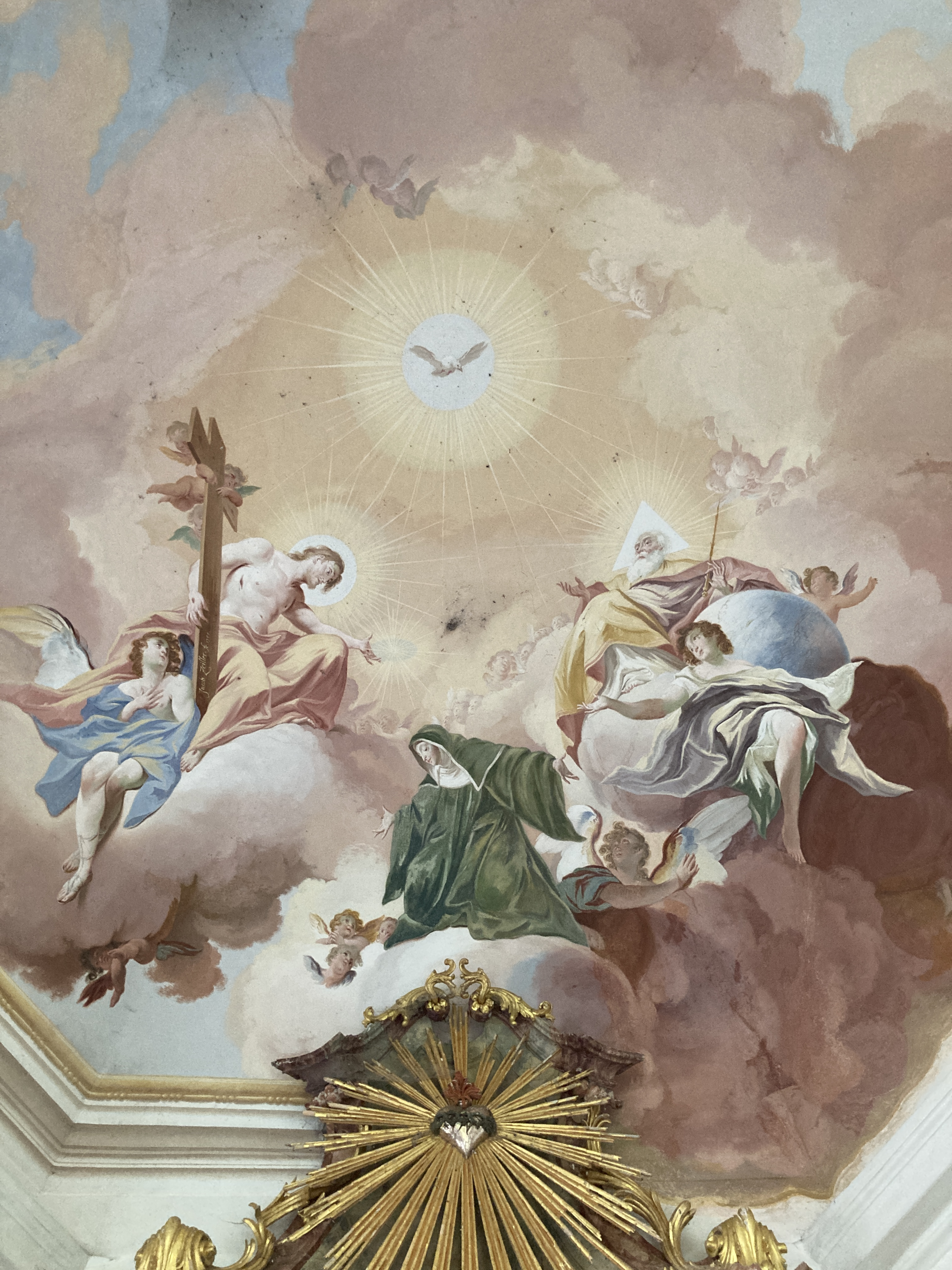
Deckenfresko, 1755 gemalt von Jakob Zeiller

Der sechsseitige Zentralbau hat eine mächtige barocke Zwiebelhaube mit einer überkuppelten Laterne und Glockenstuhl. Beleuchtet wird die Kapelle durch Oculi in vier der Wände. Die Ausmalung der Wände und das Deckenfresko stammen von Jakob Zeiller aus dem Jahr 1755, demselben Künstler, der auch das Kuppelfresko der Ettaler Klosterkirche schuf. Das Gewölbefresko der Gertrudiskapelle war die letzte Arbeit Zeillers für Ettal. Dargestellt ist die Apotheose der Heiligen und ihr Empfang durch die Heilige Dreifaltigkeit. Das Altarretabel aus Stuckmarmor und mit vergoldetem Stuck in den Formen des Rokoko enthält ein Gemälde der hl. Gertrudis mit dem Äbtissinnenstab. Im Auszug befindet sich ein brennendes Herz im Strahlenkranz.
Über dem Portal sind außen das Wappen und die Inschrift RHAZE des damaligen Ettaler Abtes Romuald Haimblinger zu sehen.

## Geschichte
Die Kapelle wurde der zur Zeit ihrer Entstehung sehr populären Gertrud von Helfta (Gedenktag 17. November) geweiht. Gertrud, auch die Große genannt, lebte in der zweiten Hälfte des 13. Jahrhunderts und ist eine bedeutende Vertreterin der Frauenmystik.
Genutzt wird die Dickelschwaig-Kapelle derzeit für Hochzeiten und Taufen. Sie ist eine Station auf dem Meditationsweg Nr. 6, der von der Wieskirche zum Schloss Linderhof verläuft.
Im März 2017 wurde die Zwiebelhaube saniert, da die Lärchenschindeln schadhaft geworden waren.